# Endless Summer (álbum)
Endless Summer es un álbum doble de compilación de The Beach Boys, fue lanzado el 24 de junio de 1974. Se trata de una colección de éxitos del periodo pre-Pet Sounds, compilado por su antigua casa discográfica Capitol Records, mientras que The Beach Boys eran contratados por Reprise Records. Debutó en el número uno y recuperó el prestigio comercial del conjunto, con un total de 155 semanas de permanencia en la lista de álbumes de Billboard, fue certificado triple platino por RIAA.

## Características
Este álbum recopila éxitos de años anteriores a Pet Sounds (se dice que el nombre del álbum fue idea de Mike Love), fue compilado por su sello Capitol mientras The Beach Boys estaban con el sello Reprise. La compilación muestra un número de singularidades, incluyendo versiones de álbum de canciones como "Be True to Your School", "Help Me, Ronda" y "Fun, Fun, Fun", en vez de las versiones en sencillo que fueron un éxito, la diferencia en las versiones es sutil en el último caso, pero más prominente en las primeras dos.
Las primeras portadas iniciales de este álbum tenían un cartel que representa un aeroplano que vuela con una bandera de que dice The Beach Boys. Mientras el álbum es limitado completamente con el material de la primera mitad de la década de 1960, el material gráfico de la tapa refleja el aspecto el grupo en los años 1970, con pelo largo y barba. El ilustrador de la obra fue Keith McConnell (que también hizo las ilustraciones para Spirit of America y Sunshine Dream). Con la vegetación en primer plano, evoca imágenes de finales de 1960 de la banda con Smiley Smile, aunque ninguna de las canciones en este álbum doble de compilación son de aquel álbum de estudio, salvo "Good Vibrations" que en su momento fue incorporada en la edición en cinta de casete, además está presente en la reedición de 1987 en CD.
Endless Summer fue un éxito, estuvo 155 semanas en el Billboard alcanzando su puesto máximo en el número uno, con más de tres millones de copias vendidas.

## Lista de canciones
Todas por Brian Wilson/Mike Love, excepto donde se indica.

### Lado A
| N.º | Título                                     | Duración |  |
| 1.  | «Surfin' Safari»                           | 2:05     |  |
| 2.  | «Surfer Girl»                              | 2:26     |  |
| 3.  | «Catch a Wave»                             | 2:07     |  |
| 4.  | «The Warmth of the Sun»                    | 2:51     |  |
| 5.  | «Surfin' USA» (Chuck Berry y Brian Wilson) | 2:27     |  |

### Lado B
| N.º | Título                                                    | Duración |  |
| 1.  | «Be True to Your School» (Brian Wilson y Roger Christian) | 2:07     |  |
| 2.  | «Little Deuce Coupe» (Brian Wilson y Roger Christian)     | 1:38     |  |
| 3.  | «In My Room» (Brian Wilson y Gary Usher)                  | 2:11     |  |
| 4.  | «Shut Down» (Brian Wilson/Roger Christian)                | 1:49     |  |
| 5.  | «Fun Fun Fun»                                             | 2:16     |  |

### Lado C
| N.º | Título                                              | Duración |  |
| 1.  | «I Get Around»                                      | 2:12     |  |
| 2.  | «Girls on the Beach»                                | 2:24     |  |
| 3.  | «Wendy»                                             | 2:16     |  |
| 4.  | «Let Him Run Wild»                                  | 2:20     |  |
| 5.  | «Don't Worry Baby» (Brian Wilson y Roger Christian) | 2:47     |  |

### Lado D
| N.º | Título                 | Duración |  |
| 1.  | «California Girls»     | 2:38     |  |
| 2.  | «Girl Don't Tell Me»   | 2:19     |  |
| 3.  | «Help Me, Ronda»       | 3:08     |  |
| 4.  | «You're So Good to Me» | 2:14     |  |
| 5.  | «All Summer Long»      | 2:06     |  |

- Fue publicado como un álbum doble (dos LP) en los Estados Unidos, en el Reino Unido el álbum fue publicado en un solo disco de vinilo, con diez canciones en cada lado.

## Versión en casete

### Lado A
| N.º | Título                                                    | Duración |  |
| 1.  | «Surfin' Safari»                                          | 2:05     |  |
| 2.  | «Surfer Girl»                                             | 2:26     |  |
| 3.  | «Catch a Wave»                                            | 2:07     |  |
| 4.  | «The Warmth of the Sun»                                   | 2:51     |  |
| 5.  | «Surfin' USA» (Chuck Berry y Brian Wilson)                | 2:27     |  |
| 6.  | «Be True to Your School» (Brian Wilson y Roger Christian) | 2:07     |  |
| 7.  | «Little Deuce Coupe» (Brian Wilson y Roger Christian)     | 1:38     |  |
| 8.  | «In My Room» (Brian Wilson y Gary Usher)                  | 2:11     |  |
| 9.  | «Shut Down» (Brian Wilson/Roger Christian)                | 1:49     |  |
| 10. | «Fun Fun Fun»                                             | 2:16     |  |
| 11. | «I Get Around»                                            | 2:12     |  |

### Lado B
| N.º | Título                                              | Duración |  |
| 12. | «Girls on the Beach»                                | 2:24     |  |
| 13. | «Wendy»                                             | 2:16     |  |
| 14. | «Let Him Run Wild»                                  | 2:20     |  |
| 15. | «Don't Worry Baby» (Brian Wilson y Roger Christian) | 2:47     |  |
| 16. | «California Girls»                                  | 2:38     |  |
| 17. | «Girl Don't Tell Me»                                | 2:19     |  |
| 18. | «Help Me, Ronda»                                    | 3:08     |  |
| 19. | «You're So Good to Me»                              | 2:14     |  |
| 20. | «All Summer Long»                                   | 2:06     |  |
| 21. | «Good Vibrations»                                   | 3:36     |  |

- La versión de casete de Endless Summer se diferencia ligeramente en cuanto a la secuencia de canciones. El lado A tiene todas las canciones de los lados A y B en el mismo orden más "I Get Around" del lado disco 2 lado A. El lado 2 (del casete) incluye las canciones restantes de los lados A y B del disco 2, en el mismo orden y con "Good Vibrations" al final.

## Publicaciones
El éxito del grupo "Good Vibrations", fue añadida al final de Endless Summer en los años 1980 para su reedición de CD.
La canción "Help Me, Ronda" fue incluida en este álbum también fue destacada como uno de las dos mejores canciones emitidas por Capitol Records titulada como "la Mejor Música alguna vez vendida" (Capitol SPRO-8511/8512), fue distribuido para grabar y venderse durante la temporada de vacaciones de 1976 como la parte del título de Capitol de; "la Mejor Música alguna vez vendida", la campaña que llegó a los 15 "Mejores Álbumes" publicados por su sello característico. "Dance Dance Dance" de Spirit of America era otra canción de The Beach Boys para ser incluida en el álbum.